# تور دوچرخه‌سواری کورن–بروکسل–کورن
تور دوچرخه‌سواری کورن–بروکسل–کورن (انگلیسی: Kuurne–Brussels–Kuurne) یک تور دوچرخه‌سواری جاده یک روزه در بلژیک است.
این تور که از سال ۱۹۴۶ برگزار می‌شود از شهر کورن تا بروکسل به صورت رفت و برگشت انجام می‌شود.

## قهرمانان بر پایه ملیت
| قهرمان | کشور                                                            |
| ------ | --------------------------------------------------------------- |
| ۵۲     | بلژیک                                                           |
| ۱۰     | هلند                                                            |
| ۲      | آلمان, بریتانیا                                                 |
| ۱      | استرالیا, دانمارک, استونی, فرانسه, اسلواکی, ایالات متحده آمریکا |